# Hermann Berthelsen

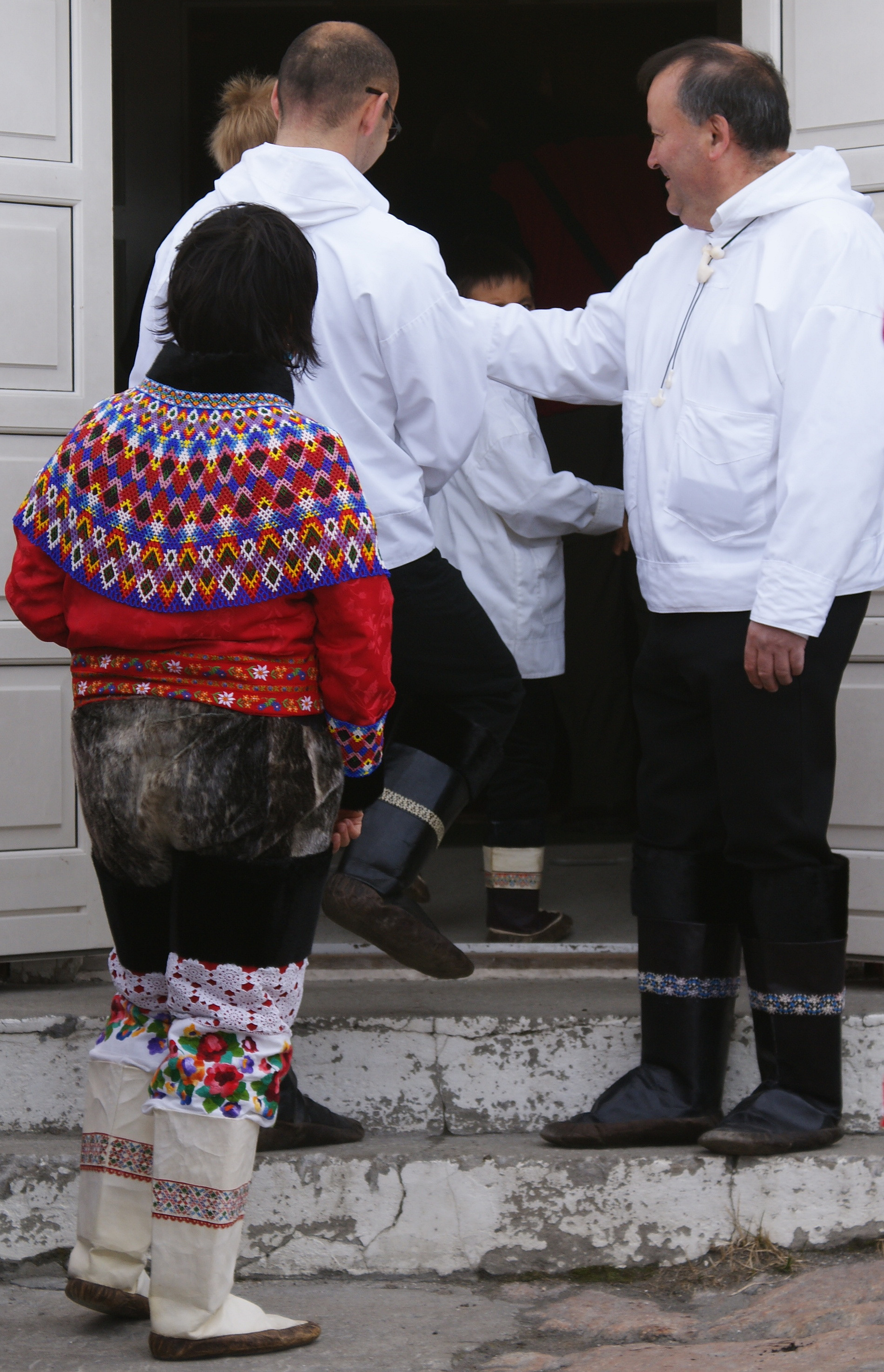
Hermann Berthelsen (2010, rechts)

Hermann Leif Josef David Berthelsen (* 2. März 1956 in Sisimiut) ist ein grönländischer Politiker (Siumut) und Lehrer.

## Leben und Karriere
Hermann Berthelsen wurde von der Arbeiterin Gundel Berthelsen adoptiert. Mit seiner Frau Nuka Olsen hat er zwei Töchter.
Hermann Berthelsen besuchte abgesehen von einem einjährigen Auslandsaufenthalt in Gelsted die Realschule in Sisimiut, die er 1974 abschloss. Zwei Jahre später bestand er sein Höheres Vorbereitungsexamen in Birkerød. Er besuchte anschließend das Ilinniarfissuaq, wo er sich bis 1979 zum Lehrer ausbilden ließ, als der er fortan bis 1999 in seiner Heimatstadt tätig wurde. Von 1982 bis 2002 war er Vorsitzender von Grønlands Badminton Forbund und Aufsichtsratsmitglied in Grønlands Idrætsforbund.
Seine politische Karriere begann Berthelsen von 1982 bis 1985 als Vorsitzender der Parteijugend der Siumut in Sisimiut. 1983 wurde er Mitglied des Rats der Gemeinde Sisimiut und sogleich Zweiter Vizebürgermeister. Er war Mitglied und Vorsitzender vieler Ausschüsse des Gemeinderats, vor allem von 1983 bis 1999 Vorsitzender des Technikausschusses. 1999 wurde er Bürgermeister seiner Heimatgemeinde und blieb das bis zur Verwaltungsreform 2009. Ab 2009 war er zwei Amtszeiten lang Bürgermeister der neuen Qeqqata Kommunia. Bei der Kommunalwahl 2017 trat er nach 18 Jahren als Bürgermeister nicht erneut an. Bei der Parlamentswahl 2018 erhielt er die zweitmeisten Stimmen für die Siumut und zog damit ins Inatsisartut ein. Zwischen Oktober 2018 und Januar 2019 war er krankgeschrieben. 2021 kandidierte er nicht mehr und beendete seine politische Karriere.
Für seine politischen Verdienste wurde er am 10. Juli 2015 mit dem Nersornaat in Silber geehrt. Zudem ist er Ritter des Dannebrogordens.